# Gallay Judit
Gallay Judit névvariáns: Gallai Judit (Pécs, 1939. január 24. –) Jászai Mari-díjas magyar színésznő, operetténekes (szoprán).

## Életpályája
Debrecenben a Csokonai Színházban kezdte pályáját, az operatárulat vezető szopránénekesnőjeként. Egy olaszországi turnén vendégszereplője volt az Operettszínház társulatának. A sikeres fellépést követően átszerződött és 1986-ig, közel húsz évig a Fővárosi Operettszínház művésznője volt. Többször vendégszerepelt külföldön, köztük a bécsi Raimund Theaterben Lehár: Paganini című operettjének női főszerepét énekelte. De járt például Heidelbergben és több nyugatnémet városban, illetve az NDK-ban, Szófiában és a Szovjetunióban is. Koncerténekesként preklasszikusokat, romantikus műveket, Bartók- és Kodály-dalokat énekelt. Orgonahagversenyek közreműködője is volt. 1986-ban Jászai Mari-díjat kapott és  még abban az évben visszavonult a színpadtól.

## Fontosabb színházi szerepeiből
- Nyikolaj Sztrelnyikov: Violetta... Violetta
- Bertolt Brecht – Kurt Weill: Mahagonny... Jenny
- Behár György – Szedő Lajos: Éjféli találkozás... Antonia, revücsillag
- Franz von Suppé: Boccaccio... Peronella
- Wolfgang Amadeus Mozart: Figaro házassága... Cherubin
- Giuseppe Verdi:  A trubadúr... Inez, Leonora barátnője
- Giacomo Puccini: Bohémélet... Musette
- William Shakespeare: Szentivánéji álom... Heléna
- Johann Strauss: A denevér... Rosalinda
- Johann Strauss: Egy éj Velencében... Annina, halászlány
- Johann Strauss: Cigánybáró... Szaffi
- Georges Bizet: Carmen... Frasquita
- Jacques Offenbach: Orfeusz az alvilágban... Vénusz
- Jacques Offenbach: Hoffmann meséi... Giulietta; Stella
- Lehár Ferenc: A víg özvegy... Glavári Hanna; Valencienne
- Lehár Ferenc: Mária főhadnagy... Antónia
- Lehár Ferenc: A mosoly országa... Liza
- Ábrahám Pál: Bál a Savoyban... Daisy Parker; Madeleine
- Ábrahám Pál: Viktória... Viktória
- Kálmán Imre: Csárdáskirálynő... Sylvia
- Kálmán Imre: Cirkuszhercegnő... Palinska Fedóra hercegnő
- Kálmán Imre: Marica grófnő... Lotti
- Jacobi Viktor: Sybill... Nagyhercegnő
- Jacobi Viktor: Leányvásár... Lucy
- Huszka Jenő: Mária főhadnagy... Antónia

## Lemezei
Az alábbi válogatásalbumokon hallható egy-egy felvétele:
- Huszka Jenő Operettdalok Qualiton – SLPX 16601 (1978)
- A Magyar Operett aranykora (83 DAL) 5CD RMCD0411315